# Arpunk
Arpunk (in armeno Արփունք?, in passato Kyasaman e Bahar) è un comune dell'Armenia di 523 abitanti (2009) della provincia di Gegharkunik.